# عطف ذاتي
إن العطف الذاتي (بالإنجليزية: self-compassion)‏ هو منح العطف للنفس في حالات التصورات عن العجز، والفشل، أو المعاناة عامةً. عرفت كريستسن نيف العطف الذاتي بكونه مؤلفًا من ثلاثة عناصر: اللطف مع النفس، الإنسانية المشتركة، والانتباه الواعي دون التمييز الدلالي السطحي فهو يشبه مفهوم تقبّل الذات في العلاج الإدراكي السلوكي أو في علاج موريتا.
- اللطف مع الذات: العطف على الذات يستلزم كون المرء ودودًا مع نفسه عند مواجهة الألم أو العيوب الشخصية. بدلًا من تجاهلها أو إيذاء النفس بالنقد.
- الإنسانية المشتركة: يشمل العطف الذاتي أيضًا إدراك أن المعاناة والفشل الشخصي جزء من التجربة الإنسانية المشتركة.
- الانتباه الواعي: يتطلب العطف الذاتي اتخاذ موقف متوازن تجاه مشاعر المرء السلبية كي لا تكون المشاعر مكبوتة أو مبالغًا فيها. تراقب الأفكار والمشاعر السلبية بانفتاح لكي يُحتفظ بها في الإدراك الواعي. الانتباه الواعي هو حالة عقلية لا انتقادية ومتلقّية يراقب فيها الأشخاص أفكارهم ومشاعرهم كما هي، دون محاولة كبتها أو إنكارهاعلى خلاف ذلك، يتطلب الانتباه الواعي ألا يبالغ المرء في تحديد الظواهر العقلية أو العاطفية، كي لا يعاني من ردات الفعل غير المرغوبة، إذ إن نمط ردود الفعل هذه تشمل التركيز بشدة على على العواطف السلبية وإطالة التفكير فيها.[2][3]

العطف الذاتي اعتبر مشابهًا لمفهوم كارل روجرز «التقدير الإيجابي اللامشروط» الذي يمكن ممارسته مع الآخرين ومع المرء نفسه فكرة ألبرت إليس «تقبل الذات اللامشروط»، وفكرة ماريهيلين سنايدر عن «متعاطف داخلي» يستكشف تجربة الشخص نفسه بفضول وعطف مفهوم آن وازر كورنيل عن علاقة لطيفة ومتسامحة مع كافة أجزاء كيان الذات مفهوم جوديث جوردان «التعاطف مع الذات» الذي يشير إلى التقبل، والرعاية، والتعاطف تجاه الذات.
يختلف العطف الذاتي عن الإشفاق على الذات، وهي حالة عقلية أو ردة فعل عاطفية عن اعتبار الشخص نفسه ضحية وفاقدًا للثقة والكفاءة للتكيف مع المواقف المختلفة.
تشير الأبحاث إلى أن الأشخاص العطوفين على ذواتهم يملكون صحة نفسية أفضل مقارنة بأولئك الذين يفتقدون إلى العطف الذاتي، فعلى سبيل المثال; يترافق العطف الذاتي بشكل إيجابي مع الشعور بالاكتفاء في الحياة، والحكمة، والسعادة، والتفاؤل، والفضول، والأهداف التعليمية، والتواصل الاجتماعي، والمسؤولية الشخصية، والمرونة العاطفية في الوقت ذاته فإنه يترافق مع ميل أقل لنقد الذات، والاكتئاب، والقلق، واجترار الأفكار وكبتها، والكمالية، وسلوكيات الطعام المضطربة. 
للعطف الذاتي تأثيرات تختلف عن تقدير الذات، وهو تقييم شخصي عاطفي للذات. رغم أن علماء النفس أشادوا لسنين طويلة بفوائد تقدير الذات، إلا أن الأبحاث الحديثة كشفت عن نتائج السعي وراء تقدير الذات المبالغ فيه، ومنها; النرجسية، الاضطراب في إدراك الذات، وإدراك طارئ و/أو غير ثابت لقيمة الذات، بالإضافة إلى الشعور بالغضب والعنف تجاه من يهددون الكبرياء. من الواضح أن العطف الذاتي يمنح فوائد تقدير الذات نفسها وبعلّات أقل كالنرجسية، والغضب دفاعًا عن الغرور، والاختلال في تقدير الذات، والمقارنة الاجتماعية.

## المقاييس
استخدمت معظم الأبحاث في العطف الذاتي مقياس العطف الذاتي الذي ابتكرته كريستين نيف، ويقوم بقياس الدرجة التي يبديها الأشخاص في اللطف مع الذات مقارنة بالحكم على الذات، والإنسانية المشتركة مقارنة بالانعزال، والانتباه الواعي مقارنة بالمبالغة في التحديد.
ترجم مقياس العطف الذاتي إلى العديد من اللغات، ومنها: التشيكية، والهولندية، واليابانية، والصينية، والتركية واليونانية.

### تطور المقياس
تضمنت العينة الأساسية التي طُور من أجلها المقياس ثمانيةً وستين طالبًا جامعيًا من جامعةٍ كبيرةٍ في الولايات المتحدة. في هذه التجربة، حصر المشاركون عناصر المقياس إلى واحدٍ وسبعين بندًا.
المرحلة التالية من التطور تضمنت اختبار موثوقية وصحة المقياس ما بين مجموعاتٍ أكبر من المشاركين. خلال هذه الدراسة البحثية، اختير 391 طالبًا بشكل عشوائي لإكمال البنود الواحدة والسبعين التي حصرها المشاركون سابقًا.
بناء على النتائج، قُلل عدد البنود إلى ستةٍ وعشرين بندًا. تتميز مقاييس العطف على الذات بامتلاكها للموثوقية الجيدة والصلاحية.
أُجريت دراسة ثانية لمراقبة الفروقات بين احترام الذات والعطف الذاتي. تألفت الدراسة من 232 طالبًا جامعية اختير بشكل عشوائي. طُلب من المشاركين إكمال عددًا من المقاييس المختلفة في صيغة استطلاعكان الاستطلاع كما يلي: مقياس العطف الذاتي ذو الستة والعشرين بندًا، مقياس روزنبرغ لاحترام الذات ذو العشر بنود، مقياس حرية الإرادة ذو العشر بنود، مقياس الحاجات النفسية الأساسية ذو الواحد وعشرين بندًا، وقائمة الشخصية النرجسية ذات الأربعين بندًا. بناء على النتائج، يذكر نيف: «العطف الذاتي واحترام الذات كانا يقيسان ظواهر نفسية مختلفة.»
أُجريت دراسة ثالثة للتأكد من صحة النظرية. عبر مقارنة مجموعتين مختلفتين من الناس إذ سيتمكن الباحثون من رؤية المستويات المختلفة للعطف الذاتي. أكمل ثلاثة وأربعون مشارك بوذي مقياس العطف الذاتي ومقياس احترام الذات. استُخدمت العينة التي تتضمن 232 طالبًا جامعيًا من الدراسة الثانية كمجموعة ثانية لمقارنتها مع الأولى كما هو متوقع من قبل نيف كان لدى المشاركين البوذيين نتائج من الطلاب.

### مقياس العطف الذاتي
يتضمن الجزء الطويل من مقياس العطف الذاتي من ستة وعشرين بندًا. يتضمن ذلك ستة مقاييس ثانوية - اللطف الذاتي، الحكم على الذات، الإنسانية المشتركة، العزلة، اليقظة، والإفراط في التماثل. ينصح نيف باستخدام هذا المقياس للأعمار التي تتراوح ما بين الأربعة عشر سنة فما فوق مع كون الحد الأدنى لمستوى القراءة مماثلًا لمستوى طالب في الصف الثامن.
عبر عرض النتائج على مقياس لايكرت الذي يتراوح ما بين الواحد (شبه انعدام العطف الذاتي) والخمسة (عطف ذاتي مستمر)، استطاع الذين أكملوا مقياس العطف الذاتي أن يلقوا نظرةً على كيفية الاستجابة لأنفسهم عند وجود تحدياتٍ وأوقاتٍ صعبة. 
طُورت نسخة معدلة من مقياس العطف الذاتي تستخدم أربعةً وعشرين بندًا.

### النسخة القصيرة
تتضمن النسخة القصيرة من مقياس العطف الذاتي اثني عشر بندًا متوفرٌ باللغة الهولندية والإنجليزية. كشفت الأبحاث أنه يمكن استخدام المقياس الصغير بنفس فعالية النسخة الطويلة من المقياس. استنتجت دراسة أُجريت في جامعة ليوفين في بلجيكا أنه عند فحص النتائج النهائية تؤمن هذه النسخة الأقصر علاقة ترابطية شبه مثالية مع النسخة الأطول.

### نموذج الستة عوامل
يطرح مقياس نيف ثلاثة عوامل متفاعلة من العطف الذاتي إذ كلٌ منها يتألف من جانبين متعاكسين. البعد الأول هو اللطف الذاتي ضد الحكم على الذات. يشير اللطف الذاتي إلى قدرة الشخص لأن يكون لطيفًا ومتفهمًا لذاته، أما الحكم على الذات يشير إلى كون الشخص ناقدًا قاسيًا على نفسه. البعد الثاني هو الإنسانية المشتركة ضد العزلة. تشير الإنسانية المشتركة إلى قدرة الشخص على إدراكه أنه جزء من مجموعة ذات صلة بالآخرين وأن المعاناة هي جزء من التجربة البشرية. البعد الثالث هو اليقظة ضد الإفراط في التماثل. تشير اليقظة إلى وعي الشخص وتقبله للتجارب المؤلمة بطريقة متوازنة وغير مصدرة للأحكام. يصف نيف هذه الأبعاد الثلاثة أنها تتفاعل لتحسين وإثارة بعضها البعض.

#### انتقادات لمقياس نيف
يُعد مقياس كريستين نيف للعطف الذاتي الأداة الوحيدة لتقييم الذات التي تُستخدم لقياس العطف الذاتي. على الرغم من أنه مقبولُ بشكلٍ واسع لكونه أداةً موثوقةً وصالحةً لقياس العطف الذاتي إلا أن الدراسات الحديثة طرحت أسئلةً تتعلق بتعميم المقياس واستخدامه لنموذج الستة عوامل.

## وصلات خارجية
- Self-Compassion